# ألان جونستون
ألان جونستون (بالإنجليزية: Alan Johnston)‏ (ولد في 17 مايو 1962) هو صحفي بريطاني يعمل لدى هيئة الإذاعة البريطانية الذي اشتهر بأنه كان مختطفا عند عمله في غزة منذ 12 مارس 2007 وحرر بعد أربعة أشهر تقريبا في 4 يوليو 2007.

## نشأته
بريطاني الجنسية ولد في ليندي بتنزانيا.

## دراسته
- تلقى تعليمه في أكاديمية دولار في مدينة دولار الاسكتلندية.
- يحمل شهادة الماجستير في اللغة الإنجليزية والسياسة من جامعة دندي.
- حاصل على شهادة الدبلوم في دراسات القدس من جامعة ويلز في كاردف.

## الحياة المهنية
التحق بهيئة هيئة الإذاعة البريطانية محرراً بقسم الأخبار في العام 1991 قبل إن يصبح مراسلاً لها في طشقند بين العامين 1993 و1995.أصبح مراسل هيئة الإذاعة البريطانية في كابول بأفغانستان من العام 1997 إلى العام 1998 قبل أن يعود إلى لندن.عمل معداً لبرنامج «العالم اليوم» الذي تقدمه هيئة الإذاعة البريطانية ثم رئيس محررين في غرفة الأخبار بمقر الهيئة في لندن.
في أبريل 2004 أصبح مراسلاً إذاعياً وتلفزيونياً لهيئة الإذاعة البريطانية في غزة. كان المراسل الغربي الوحيد المعتمد في غزة بعد أن غادرها معظم المراسلين الغربيين بسبب تردي الوضع الأمني وازدياد حالات خطف الأجانب.

## اختطافه

### عملية الأختطاف
اختطف في قطاع غزة يوم الاثنين الموافق 12 مارس 2007 على أيدي مجهولين. وعثر على سيارته المستأجرة متروكة، ووفقاً لتحقيقات المركز الفلسطيني لحقوق الإنسان، ففي نحو الساعة 4:45 مساءً اعترض أربعة مسلحين كانوا يستقلون سيارة من نوع (سوبارو) بيضاء اللون، الصحافي ألن جونستون بينما كان يستقل سيارته الخاصة وهي من نوع (كيا) رمادية اللون، قرب مفترق مجلس اتحاد الكنائس العالمي في شارع الوحدة، وسط مدينة غزة، واقتادوه إلى جهة غير معلومة.
أعلنت جماعة لم يسمع عنها من قبل أطلقت على نفسها اسم جيش الإسلام مسئوليتها عن اختطاف جونستون وطالبت الحكومة البريطانية بإطلاق سراح أبوقتادة رجل الدين الفلسطيني الأصل المحتجز في بريطانيا لاتهامه بالعلاقة بتنظيم القاعدة والذي ترى الحكومة البريطانية أنه يمثل تهديداً للأمن القومي.
أعلنت وسائل الاعلام الأجنبية ان مختطفية هم من عائلة دغمش بقيادة ممتاز دغمش.

### تضامن صحفي عالمي في فترة اختطافه
- أثنى مدير عام هيئة الإذاعة البريطانية مارك طومسون على تفاني جونستون والتزامه بإرسال التقارير من غزة في أصعب الظروف، وقال: «جميعنا في لندن وغزة نريد عودة الن إلى بيته». ووصفه طومسون بأنه «واحد من عاملي (هيئة الاذاعة البريطانية) المدهشين الذين قاموا بتضحيات غير عادية وخاطر بنفسه من أجل نقل الأخبار التي اعتقد أنها مهمة. لقد بقي مع أصدقائه وزملائه في غزة حين غادر الآخرون، وكما سمعتم، لأن أصدقاء وزملاء كثيرين له في غزة».
- تقول منظمات صحافية عربية وعالمية إن جونستون مشهود له بالمهنية العالية، الاستقلالية، والتغطية الموضوعية للحوادث، وقد أثار انطباعاً عميقاً، واحتراماً في نفس كل من عرفه وتعامل معه.
- نظمت نقابة الصحافيين الفلسطينيين وغيرها من المنظمات والجمعيات الصحافية وهيئة الإذاعة البريطانية حملات للمطالبة بإطلاق سراح جونستون فيما توقف الصحافيون الفلسطينيون يوماً كاملاً عن العمل تضامناً معه.
- استذكر زملاء وأصدقاء مراسل هيئة الإذاعة البريطانية المختطف في غزة الن جونستون ذكرى مولده الـ 45 التي صادفت يوم الخميس 17 مايو 2007، وجددوا مطالباتهم بالإطلاق الفوري وغير المشروط عنه.

## تحريره من الاسر
بوساطه حركة حماس تم تحرير جونستن بعد أربعة أشهر تقريبا من اختطافه في صباح يوم 4 يوليو 2007.